# Rahier
Rahier (en wallon : Rahîr) est une section de la commune belge de Stoumont située en Région wallonne dans la province de Liège. C'était une commune à part entière avant la fusion des communes de 1977.

## Géographie

### Situation et description
Rahier englobe les hameaux de Xhierfomont, de Meuville et de Froidville, ainsi qu'une partie des maisons dispersées le long du cours inférieur de la vallée de la Lienne. Martinville est maintenant englobé dans Rahier, dont il constitue la partie Est. Un tiers de la superficie totale (1 436 hectares) est occupé par des prairies et un peu plus de la moitié est boisée, par des résineux essentiellement.
Le village de Rahier, situé à environ 300 mètres d'altitude, est accessible par trois routes. La première vient à partir de la route N66, de Trois-Ponts et Werbomont, la seconde vient de La Gleize en passant par Cheneux, et la troisième vient de la vallée de La Lienne par Xhierfomont.

## Évolution démographique
- Sources : INS, Rem. : 1831 jusqu'en 1970 = recensements, 1976 = nombre d'habitants au 31 décembre.

## Histoire
Les premières mentions de Rahier remontent aux années 1130, dans des listes de localités de la principauté de Stavelot-Malmedy en tant qu'ancienne seigneurie féodale .
La seigneurie de Rahier appartint à la famille éponyme depuis les origines jusqu'à la fin de l'Ancien Régime. À la fin du XVIIe siècle, les seigneurs de Rahier acquirent le titre de barons. La famille de Rahier eut, sous l'Ancien Régime, un prestige considérable dans la région. Sa dernière représentante, Marie Antoinette Henriette de Rahier, s'éteignit à Liège le 29 février 1816.

## Patrimoine

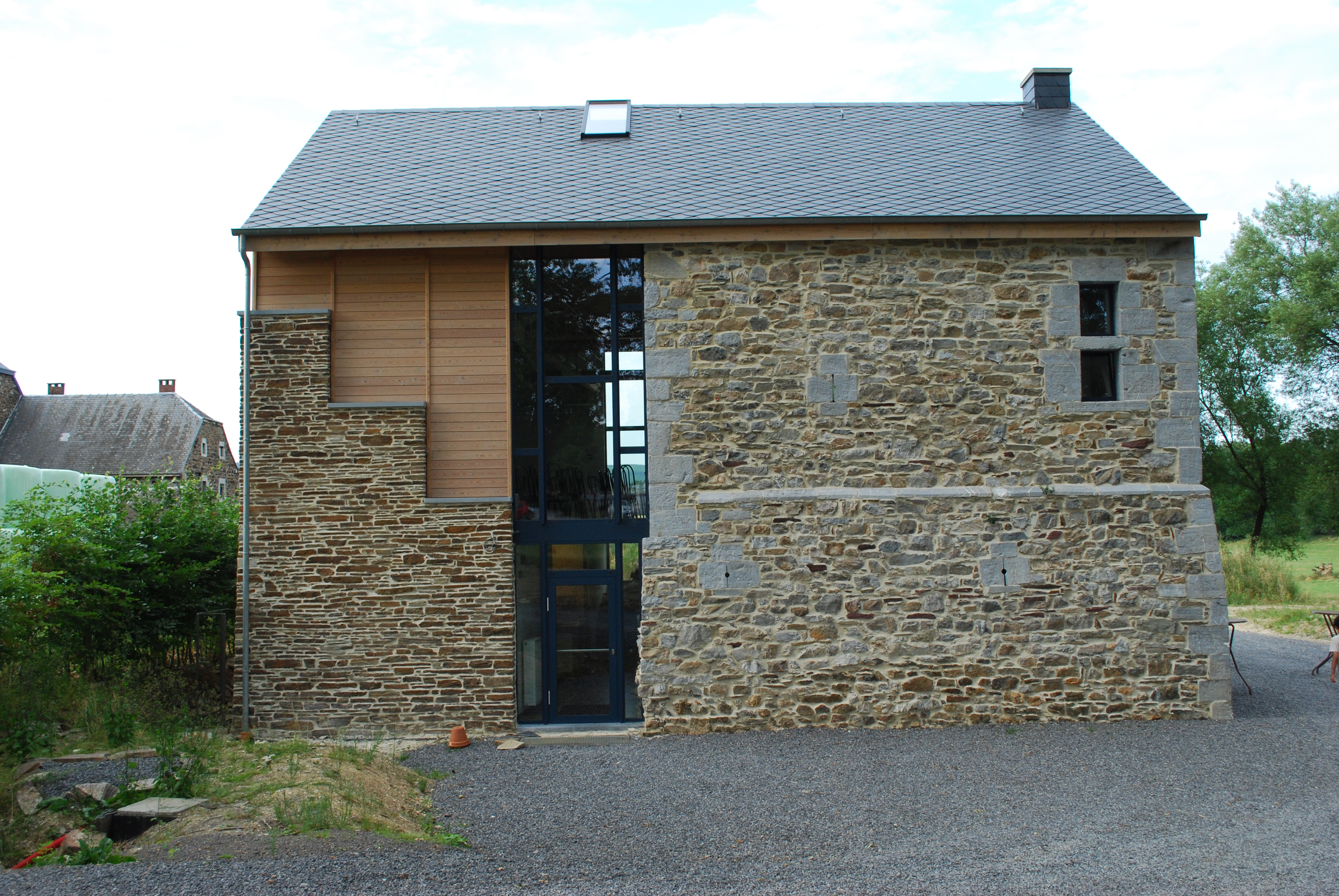
Les restes de l'ancien château

Le site formé par l'église et son ancien cimetière, classé par l'arrêté Royal du 13.1.1977, comporte un chêne colossal (chêne pédonculé) qui serait âgé de 350 ans. En 1902, il mesurait 4,20 m de circonférence et en 1977 il en mesurait 5,75 m et 25 m de haut.
L'église est dédiée à saint Paul. Un superbe gisant (pierre tombale) de Gilles de Rahier et Marguerite de Fraipont, avec 16 quartiers de noblesse, est visible à l'intérieur, ainsi qu'une dalle en marbre noir avec les armoiries et les quartiers de leurs fils Guillaume, Godefroid, Gilles Ferdinand et Conrard de Rahier. Les fonts baptismaux datent du XIIe siècle. Dans le cimetière, plusieurs dizaines d'anciennes pierres tombales (dont la plus vieille date de 1696) et une croix en fonte de 1620, constituent également un patrimoine remarquable.
Quant au château, il n'en reste que des ruines montrant une construction du XVIIe siècle, dont une partie a été récemment réhabilitée par l'ASBL Les amis de l'ancien château de Rahier et la commune de Stoumont.
Le village possède plusieurs fermettes dont certains côtés sont réalisés en colombages comme l'ancienne ferme de Martinville qui est classée.